# 名古屋七福神
名古屋七福神（なごやしちふくじん）は、明治時代に作られた七福神の札所。なごや七福神とは違い宗派などは統一されていない。戦災などもあって戦後には廃れ、暫くの間は大名古屋十二支が戦後に受け継がれた。

## 札所一覧
| 寺社   | 尊名     | 宗派               | 所在地         | 備考 |
| ------ | -------- | ------------------ | -------------- | ---- |
| 蔵福寺 | 恵比須   | 浄土宗西山禅林寺派 | 名古屋市熱田区 |      |
| 本遠寺 | 大黒天   | 日蓮宗             | 名古屋市熱田区 |      |
| 法応寺 | 毘沙門天 | 西山浄土宗         | 名古屋市千種区 |      |
| 七寺   | 辯才天   | 真言宗智山派       | 名古屋市中区   |      |
| 法蔵寺 | 寿老人   | 天台宗             | 名古屋市中村区 |      |
| 清音寺 | 福禄寿   | 曹洞宗             | 名古屋市西区   |      |
| 大竜寺 | 布袋尊   | 黄檗宗             | 名古屋市千種区 |      |